# أدي إيراوان
أدي إيراوان (بالإندونيسية: Ade Irawan)‏ (1937 - 2020)، هي هي ممثلة إندونيسية كبيرة. دخلت عالم الفن لأول مرة في عام 1964.
توفيت في مدينة جاكرتا يوم 17 يناير 2020 عن عمر ناهز 82 عاما.